# 秋休 (音楽グループ)
2001年に結成し、大阪天王寺のストリートライブから全国へと活動を広げる。
大阪はなんばHatch、大阪城野外音楽堂、東京は赤坂BLITZなどのLIVEを行い、毎年の全国tourでは述べ3000人を動員。
作品としては、single【春色パレット】が、インディーズオリコンチャート最高位5位を記録。
album【『ただいま』】は、アレンジャーに、ゆず、Mr.Childrenなどを手がけるsunny氏を迎え、新星堂初登場1位を記録。
2013年にZepp Nambaにてワンマンライブを行い、
2015年1月11日にはNHK大阪ホールにてワンマンライブを行った。

## メンバー
- 河本知樹　（Gt.Vo）
- 平松契帥  （Vo.）

## リリース作品
1. ラブコール （2004年 発売）
  - デビューマキシシングル
2. 雨宿り （2007年 発売）
  - マキシシングル。
3. 青い鳥/砂漠の雪 （2008年 発売）
  - マキシシングル。
4. 夢のツバサ （2008年 発売）
  - マキシシングル。
5. ただいま （2009年 発売）
  - ファーストアルバム。
6. 愛の歌 （2009年 発売）
  - マキシシングル。　関西テレビ　ＭＵＳＩＣ＆ＷＥＡＴＨＥＲおはよ！テーマ曲
7. ORANGE BOOK （2011年 発売）
  - アルバム。
8. 春色パレット （2011年 発売）
  - マキシシングル。 テレビ東京　女神のキセキ　エンディング曲
9. 一輪車 （2011年 発売）
  - マキシシングル。
10. 10 -TEN- （2011年 発売）
  - アルバム。
11. 夢ノート （2013年 発売）
  - シングル　ごきげん！ブランニュ（ＡＢＣ）エンディング曲　　ジャンボカラオケ広場タイアップ
12. 「L」(2014年発売)
  - 2014年8月8日二枚同時リリースアルバム。
13. 「Ｒ」(2014年発売)
  - 2014年8月8日二枚同時リリースアルバム。

## ワンマンLIVE実績
- 東京都：渋谷O-WEST/duo MUSIC EXCHANGE/赤坂BLITZ
- 埼玉県：LIVEHOUSE Hearts
- 千葉県：柏PALOOZA
- 群馬県：club FLEEZ/高崎市文化会館
- 神奈川県：横浜BAYSIS
- 新潟県：GOLDEN PIGS RED STAGE
- 長野県：CLUB JUNK BOX
- 石川県：van van V4
- 愛知県：名古屋HeartLand/名古屋ell.FITS ALL
- 岐阜県：club-G
- 三重県：松阪M’AXA/CLUB CHAOS
- 滋賀県：B-FLAT
- 大阪府：BIGCAT/なんばHatch/SANKEI HALL BREEZE/大阪城野外音楽堂/ZeppNamba
- 兵庫県：神戸VARIT/姫路Beta
- 京都府：都雅都雅
- 奈良県：奈良ネバーランド
- 和歌山県：CLUB GATE
- 広島県：Cave-Be
- 鳥取県：AZTiC laughs
- 岡山県：ペパーランド/CRAZYMAMA KINGDOM
- 香川県：DIME
- 徳島県：club GRINDHOUSE

その他多数

## メディア出演
- 奈良テレビ
- 毎日放送
- サンテレビ
- FM大阪
- ラジオ関西
- FM群馬
- FM三重
- 広島FM
- FM枚方
- FMはなこ
- BAN-BANラジオ
- FMちゃお

その他多数